# Васильевское (Ореховское сельское поселение)
Васильевское — деревня в Ореховском сельском поселении Галичского района Костромской области России. 

## География
Деревня расположена на берегу реки Чеснуха.

## История
Согласно Спискам населенных мест Российской империи в 1872 году деревня относилась к 1 стану Галичского уезда Костромской губернии. В ней числилось 11 дворов, проживало 44 мужчины и 37 женщин.
Согласно переписи населения 1897 года в деревне проживало 116 человек (53 мужчины и 63 женщины).
Согласно Списку населенных мест Костромской губернии в 1907 году деревня относилась к Вознесенской волости Галичского уезда Костромской губернии. По сведениям волостного правления за 1907 год в ней числилось 26 крестьянских дворов и 132 жителя. Основным занятием жителей деревни, помимо земледелия, был плотницкий промысел.
До муниципальной реформы 2010 года деревня входила в состав Унорожского сельского поселения.

## Население
| 2008 | 2010 | 2012 | 2014 |
| ---- | ---- | ---- | ---- |
| 4    | ↗29  | ↘4   | →4   |